# 阿瑟·哈恩登
阿瑟·哈恩登（英語：Arthur Harnden，1924年5月20日—2016年9月30日），美国男子田径运动员，主攻短跑。他曾代表美国参加1948年夏季奥林匹克运动会田径比赛，获得男子4×400米接力金牌。